# إمارة مونستر الأسقفية
إمارة مونستر البيشوبرية وهي مقاطعة إكليروسية كانت موجودة في زمن الإمبراطورية الرومانية المقدسة وقد كانت جُزء من شمال الراين-وستفاليا ومن غرب سكسونيا السفلى وقد كانت تضم مدن وكانت تحد إمارة كولن وإمارة بادربورن وإمارة أوسنابروك وإمارة هيلدشايم وإمارة لييج.